# デイベル・マチャド
デイベル・アンドレス・マチャド・メナ（スペイン語: Deiver Andrés Machado Mena、1993年9月2日 - ）は、コロンビアのサッカー選手。RCランス所属。ポジションはDF。

## クラブ歴
2013年にアトレティコ・ナシオナルで選手となった。翌年、アリアンサ・ペトロレラFCに期限付き移籍。2015年にミジョナリオスFCに完全移籍した。
2017年にKAAヘントに移籍。翌年アトレティコ・ナシオナルに期限付き移籍しコロンビア復帰となった。
2020年にリーグ・ドゥのトゥールーズFCに完全移籍。
2021年7月7日、RCランスと3年契約を結んだ。

## 代表歴
アンダー代表としてはリオデジャネイロオリンピックに出場した。
A代表としては2016年のコパ・アメリカ・センテナリオの予備登録メンバーに入ったものの、本戦出場メンバーに入る事は出来なかった。A代表初出場を記録したのは2018年9月11日のアルゼンチン代表との親善試合であった。